# Up on the roof
Up on the roof is een liedje geschreven door Gerry Goffin en Carole King. Het dateert van 1962. Goffin en King waren toen “lid” van de Brill Building muziekuitgeverij. Little Eva en The Drifters streden om de eerste opname. Little Eva voor haar album; The Drifters voor een single. Vanaf 1962 zijn er meer dan dertig versies verschenen. Carole King zelf zong in 1970 het nummer op haar eerste studioalbum Writer (met dan James Taylor op gitaar). Naast King brachten ook James Taylor (in 1979 op zijn album Flag met een 'eigen' versie), Ike & Tina Turner, Neil Diamond, Richard Anthony ( in het Frans) en Laura Nyro een versie van deze song uit.
Het lied gaat over het vergeten van de dagelijkse beslommeringen als je op het dak van een huis zit en de hemel inkijkt.

## The Drifters
Up on the roof werd in een bewerking van Gary Sherman een hit voor The Drifters. Ze haalden in twintig weken de vijfde plaats in de Billboard Hot 100 met een vierde plaats in de gelieerde R&B-lijst van datzelfde blad. Het Verenigd Koninkrijk noteerde het niet als hit, want daar werden twee covers uitgebracht. Nederland en België hadden nog geen officiële hitparade.
The Drifters werden begeleid door:
- Jimmy Nottingham, Jimmy Sedler (trompet)
- Jimmy Cleveland, Frank Sarraco (trombone)
- Carole King, Ernie Hayes (piano)
- Al Casamenti, Don Arnone, Bob Bushnell (gitaar)
- George Duvivier (basgitaar)
- Gary Chester (slagwerk)
- Bobby Rosegarden, George Devens (percussie)

### NPO Radio 2 Top 2000
| Nummer met noteringen in de NPO Radio 2 Top 2000 | '99  | '00  |
| ------------------------------------------------ | ---- | ---- |
| Up on the roof                                   | 1965 | 1996 |

1. ↑  Een vetgedrukt getal geeft de hoogste notering aan.
2. ↑  Deze tabel is bijgewerkt tot en met de laatste editie (2024).

## Kenny Lynch
Een van de artiesten die de Drifters in Engeland in de weg stonden was Kenny Lynch. Hij bracht het in een arrangement van Harry Robinson, eveneens laat 1962 uit. Hij behaalde er in twaalf weken de tiende plaats mee in het Verenigd Koninkrijk. Hij had daarbij het voordeel dat zijn album van dat jaar dezelfde titel droeg en opende met dit nummer.

## Julie Grant
Kenny Lynch werd op de voet gevolgd door Julie Grant. Zij nam het op in een bewerking van Tony Hatch. Ze was eigenlijk voor de verkoop te laat, want ze haalde maar drie weken notering in de Britse lijst; het leidde tot een 33e plek.

## Laura Nyro
Laura Nyro had met het nummer haar enige hit in de Verenigde Staten. Ze kwam niet verder dan twee weken notering op de 92e plaats.

## Viola Wills
België viel voor de discoversie van Viola Wills in 1980. Ze haalde er een bescheiden notering in de lijsten mee.

### BelgischeBRT Top 30
| Positie: | 15 | 23 | 18 | 26 | 30 | uit |

### VlaamseUltratop 30
| Positie: | 23 | 23 | 29 | uit |

## Robson & Jerome
In 1995 hadden Robson Green en Jerome Flynn een nummer 1-hit in het Verenigd Koninkrijk. Het stond 14 weken in de lijsten. Het is de tweede van de drie nummer 1-hits die de combinatie haalde. Deze versie had ook in Nederland enig succes. In de voorloper Single Top 100 haalde het drie weken.
| Positie: | 48 | 45 | 45 | uit |